# Saturday Night (canción de Whigfield)
«Saturday Night» es una canción del proyecto italiano de eurodance Whigfield. Fue lanzado por primera vez en 1993 en Italia y España. A lo largo de 1994, se estrenó en el resto de Europa y tuvo un éxito mundial. La canción fue escrita por los productores italianos Larry Pignagnoli y Davide Riva y producida por Pignagnoli. 

## Contexto
Los productores italianos Davide Riva y Larry Pignagnoli, que habían llevado al éxito a Ivana Spagna en la década de 1980, produjeron la canción en 1993, interpretada por la cantante y compositora británica Annerley Gordon, con la imagen de la exmodelo danesa Sannie Carlson, que tomó el nombre artístico de Whigfield. La canción se convirtió inesperadamente en uno de los mayores éxitos del año, creando una coreografía especial para la misma que fue muy popular en las discotecas europeas.

## Éxito
Se lanzó en noviembre de 1993 en España. Posteriormente, en enero de 1994 lo fue en Alemania, en toda Europa en mayo de 1994 (salvo en el Reino Unido que ocurrió en septiembre de 1994). El lanzamiento en Estados Unidos tuvo lugar en febrero de 1995.
El sencillo entró en el número uno en la UK Singles Chart del Reino Unido, convirtiendo a Whigfield en el primer artista en entrar en la cima en el Reino Unido con su sencillo debut. También alcanzó el número uno en Alemania, España y Suiza. Se convirtió en un éxito entre los 10 primeros en Austria, Dinamarca, Francia, Islandia, Italia, Países Bajos, Noruega y Suecia. Fuera de Europa, alcanzó el número uno en Canadá, el tres en Zimbabue, el número 19 en la lista Billboard Hot Dance Club Play de Estados Unidos y el número 78 en Australia.

## Controversias
Hubo dos acusaciones de plagio contra la canción: una con respecto a la canción "Rub A Dub Dub" de The Equals y otra por "Fog on the Tyne" de Lindisfarne. Ambas acusaciones fueron desestimadas.

## Lista de canciones
| - CD (SYSCD3) 1. "Saturday Night" (Radio mix) 2. "Saturday Night" (Extended nite mix) 3. "Saturday Night" (Nite mix) 4. "Saturday Night" (Beagle mix) 5. "Saturday Night" (Dida mix) 6. "Saturday Night" (Deep nite mix) 7. "Saturday Night" (Trance beat mix) - CD (SCBK560) 1. "Saturday Night" (Radio mix) – 4:06 2. "Saturday Night" (Nite Mix) – 5:29 3. "Saturday Night" (Extended Nite Mix) – 5:54 4. "Saturday Night" (classic vocal remix - US remix) – 9:15 5. "Mega Pix Mix" 4:28 | - CD (ZYX 7191R-8) 1. "Saturday Night" (Trance beat remix) – 4:44 2. "Saturday Night" (Afternoon) – 4:40 3. "Saturday Night" (Deep night remix) – 5:45 4. "Saturday Night" (Extended nite remix) – 5:55 5. "Saturday Night" (Radio mix) – 4:07 - CD (D2-77080) 1. "Saturday Night" (Remix) – 5:55 2. "Saturday Night" (Deep Nite Mix) – 5:45 3. "Saturday Night" (Beagle Mix) – 4:55 4. "Saturday Night" (Classic Vocal Mix - remixed by Darrin Friedman & Hex Hector) – 9:15 5. "Saturday Night" (Spike Vocal Mix - remixed by Darrin Friedman & Hex Hector) – 7:28 6. "Saturday Night" (Dida Mix) – 4:36 |

## Posicionamiento en listas

### Listas semanales
| Lista (1994)                          | Máxima posición |
| ------------------------------------- | --------------- |
| Alemania (Offizielle Deutsche Charts) | 1               |
| Austria (Ö3 Austria Top 40)           | 4               |
| Bélgica (Flandes) (Ultratop 50)       | 14              |
| Canadá (RPM Dance)                    | 1               |
| Canadá (RPM Top Singles)              | 31              |
| Dinamarca (IFPI)                      | 2               |
| España (AFYVE)                        | 1               |
| Estados Unidos (Hot Dance Club Play)  | 19              |
| Europa (Eurochart Hot 100)            | 1               |
| Francia (SNEP)                        | 2               |
| Irlanda (IRMA)                        | 18              |
| Italia (FIMI)                         | 1               |
| Noruega (VG-lista)                    | 2               |
| Países Bajos (Dutch Top 40)           | 7               |
| Países Bajos (Mega Single Top 100)    | 17              |
| Reino Unido (UK Singles Chart)        | 1               |
| Suecia (Sverigetopplistan)            | 9               |
| Suiza (Schweizer Hitparade)           | 1               |
| Zimbabue (ZIMA)                       | 3               |
| Lista (1997)                          | Máxima posición |
| Australia (ARIA Charts)               | 78              |

### Listas anuales
| Lista (1994)                              | Posición |
| ----------------------------------------- | -------- |
| Canadá (RPM Dance)                        | 23       |
| Francia (SNEP)                            | 30       |
| Países Bajos (Dutch Top 40                | 37       |
| Suiza (Schweizer Hitparade)               | 23       |
| Reino Unido (The Official Charts Company) | 2        |
| Lista (1995)                              | Posición |
| Canadá (RPM Dance)                        | 44       |
| Francia (SNEP)                            | 52       |

## Historial de lanzamientos
| País           | Fecha                   | Formato(s)             | Sello(s)   | Ref.   |
| -------------- | ----------------------- | ---------------------- | ---------- | ------ |
| Italia         | 1993                    | Vinilo 12"             | Extreme    | [ 31 ] |
| España         | 29 de noviembre de 1993 | Vinilo 7" - Vinilo 12" | Prodisc    | [ 32 ] |
| Alemania       | 24 de enero de 1994     | CD                     | ZYX Music  | [ 33 ] |
| Reino Unido    | 5 de septiembre de 1994 | Vinilo 7"              | Systematic | [ 34 ] |
| Estados Unidos | noviembre de 1995       | Vinilo 12"             | Curb       | [ 35 ] |
| Japón          | 21 de enero de 1995     | CD                     | Avex Trax  |        |